# Maben
Maben es un pueblo ubicado entre el Condado de Oktibbeha y el condado de Webster, Misisipi, Estados Unidos. Según el censo de 2000 tenía una población de 803 habitantes y una densidad de población de 159.0 hab/km².

## Demografía
Según el censo de 2000, había 803 personas, 306 hogares y 211 familias residiendo en la localidad. La densidad de población era de 159,0 hab./km². Había 328 viviendas con una densidad media de 64,9 viviendas/km². El 41,22% de los habitantes eran blancos, el 57,91% afroamericanos, el 0,12% amerindios, el 0,25% asiáticos, el 0,25% de otras razas y el 0,25% pertenecía a dos o más razas. El 0,25% de la población eran hispanos o latinos de cualquier raza.
Según el censo, de los 306 hogares en el 35,6% había menores de 18 años, el 30,4% pertenecía a parejas casadas, el 35,3% tenía a una mujer como cabeza de familia, y el 31,0% no eran familias. El 26,8% de los hogares estaba compuesto por un único individuo, y el 11,8% pertenecía a alguien mayor de 65 años viviendo solo. El tamaño promedio de los hogares era de 2,59 personas y el de las familias de 3,16.
La población estaba distribuida en un 33,6% de habitantes menores de 18 años, un 8,8% entre 18 y 24 años, un 26,3% de 25 a 44, un 18,9% de 45 a 64, y un 12,3% de 65 años o mayores. La media de edad era 32 años. Por cada 100 mujeres había 70,1 hombres. Por cada 100 mujeres de 18 años o más, había 63,0 hombres.
Los ingresos medios por hogar en la localidad eran de 19.632 dólares ($), y los ingresos medios por familia eran 18.000 $. Los hombres tenían unos ingresos medios de 22.125 $ frente a los 16.375 $ para las mujeres. La renta per cápita para la ciudad era de 10.823 $. El 42,0% de la población y el 40,3% de las familias estaban por debajo del umbral de pobreza. El 54,9% de los menores de 18 años y el 25,0% de los habitantes de 65 años o más vivían por debajo del umbral de pobreza.

## Geografía
Según la Oficina del Censo de los Estados Unidos, Maben tiene un área total de 0.0 km² de los cuales 0.0 km² corresponden a tierra firme y 0.0 km² a agua. El porcentaje total de superficie con agua es 0.0.